# Teatro Paul Groussac

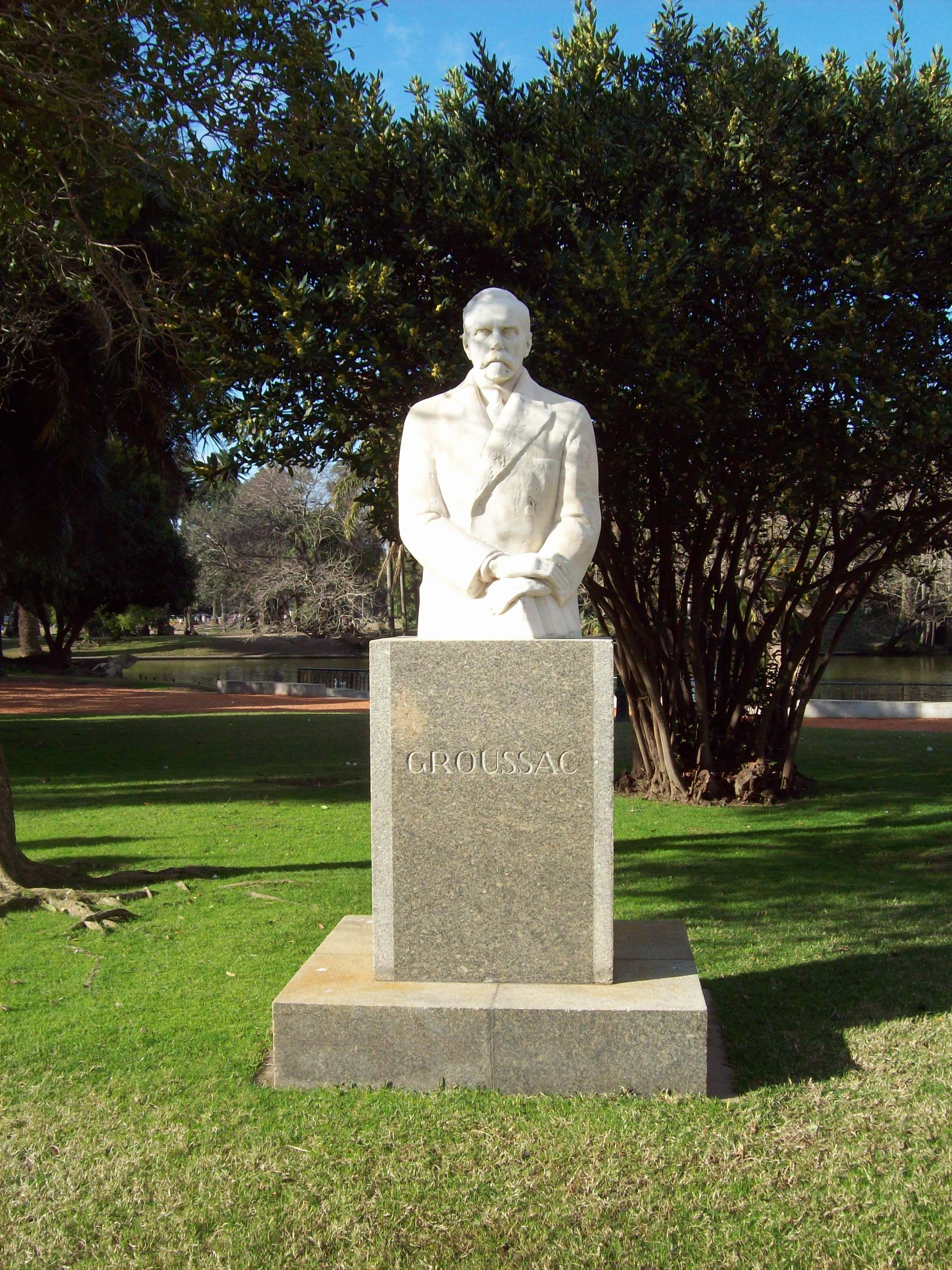
Paul Groussac, nombre del teatro en honor al escritor argentino.

El Teatro Paul Groussac es una sala de ámbito cultural de la Universidad Nacional de Tucumán (UNT) para la disciplina del teatro. Es el lugar donde asienta el Departamento de Teatro de la Facultad de Artes de dicha Universidad.
Su uso universitario fue convenido en el año 1988 entre el entonces rector de la UNT, Dr. Rodolfo Martín Campero, y la sociedad que administraba dicho teatro. [cita requerida]
Es sede de la carrera de teatro de la UNT, cuyo plan de estudios y estructura orgánica-funcional fuera aprobada por el Honorable Consejo Superior de la UNT en 1987.
- Datos: Q16638141